# Pite Energi
Aktiebolaget Pite Energi, av företaget skrivet Aktiebolaget PiteEnergi, äger och ansvarar för elnätet och fjärrvärmenäten i Piteå kommun. Dessutom äger och utvecklar företaget bredbandsnätet i kommunen. AB Pite Energi ägs till 100% av Piteå Kommunföretag. I koncernen ingår moderbolaget AB Pite Energi och det helägda dotterföretaget Pite Energi Handel AB. 
Pite Energi är verksamma inom flera olika affärsområden som inkluderar elnät, värme & kyla, bredband, elhandel och elproduktion.
Företaget grundades officiellt år 1909 och har i dagsläget (2021) drygt 100 medarbetare.
Under år 2021 blev Pite Energi utsedd till en av Sveriges 25 bästa arbetsplatser inom kategorin medelstora företag. 

## Affärsområden

### Elnät
Pite Energis elnät består av nästan 300 mil av ledningar. Via elnätet distribueras kraften till omkring 23 000 kunder. Pite Energi ansvarar även för cirka 12 000 gatljus i Piteå. 95% av gatljusen är kvicksilverfria - något som förbättrar gatubelysningen och minskar energianvändningen. 

### Värme & Kyla
I samarbete med lokala industrier värms det centrala fjärrvärmenätet till 99% av återvunnen spillvärme, medan de lokala små näten drivs med biobränsle. Omkring 22 000 pitebor bor i hus med fjärrvärme. 

### Bredband
Drygt 92% av Piteborna har tillgång till bredbandsnätet och mer än 80% är redan anslutna. Det innebär att Pitebornas anslutningsgrad är bland de högsta både i Norrbotten och i Sverige. Företaget har drygt 10 500 privatkunder, samt drygt 500 företagskunder.

### Elhandel
Pite Energi levererar el från 100% förnybara energikällor. Elhandelsaffären sker främst i Piteå kommun, men även till viss del i Tornedalen. Antalet kunder överskrider 20 000.

### Elproduktion
Elproduktionen sker främst via vattenkraft, men även via solkraft.

## Solceller
Norra polcirkeln är jordens ljusaste plats med cirka sju dygn mer dagsljus per år jämfört med på ekvatorn. Det innebär att Piteå har gynnsamma väderförutsättningar för solcellsproduktion, något som Pite Energi också arbetar med. Förutom att installera solceller till kunder använder sig Pite Energi bland annat av en solcellspark för elproduktion som ligger i anslutning till företagets kontorsbyggnad. Elproduktionen från solcellsparken går direkt in i kontorshuset, vilket leder till att kontorshuset nästan är helt självförsörjande på solproducerad el. 

## Elbilsladdning
I sitt arbete med hållbara energilösningar har Pite Energi bland annat gjort det möjligt att utföra elbilsladdning utanför kontorsbyggnaden i Piteå.